# Darcina Manuel
Darcina Rose Manuel (ur. 24 września 1992) – nowozelandzka judoczka. Olimpijka z Rio de Janeiro 2016, gdzie zajęła dziewiąte miejsce w wadze lekkiej.
Uczestniczka mistrzostw świata w 2015. Startowała w Pucharze Świata w latach: 2010, 2012-2016. Brązowa medalistka igrzysk wspólnoty narodów w 2014. Zdobyła siedem medali na mistrzostwach Oceanii w latach 2010-2016.

## Letnie Igrzyska Olimpijskie 2016
| Konkurencja | Eliminacje              | Eliminacje             | Klas. końcowa |
| Konkurencja | Przeciwnik I            | Przeciwnik II          | Miejsce       |
| ----------- | ----------------------- | ---------------------- | ------------- |
| -57 kg      | Irina Zabłudina (RUS) Z | Telma Monteiro (POR) P | 9.            |